# Modesty Blaise
Modesty Blaise – tytułowa bohaterka serii komiksów, ukazujących się na łamach anglojęzycznych gazet w formie trójkadrowych pasków (comic strips). Autor Peter O’Donnell wybrał jako bohatera młodą, atrakcyjną kobietę, obdarzoną wieloma talentami i kryminalną przeszłością. Podczas przygód towarzyszy jej zaufany pomocnik – Willie Garvin.

## Prolog
Pod koniec drugiej wojny światowej bezimienna dziewczynka ucieka z obozu dla uchodźców na greckiej wyspie Kalyros. Podczas kilkuletniej wędrówki po krajach Bliskiego Wschodu utrzymuje się przy życiu głównie dzięki kradzieżom. W Iranie spotyka byłego węgierskiego profesora o imieniu Lob, który podobnie jak ona nie ma dokąd wracać. To on nadał jej imię Modesty, podczas gdy nazwisko Blaise wybrała później sama na cześć nauczyciela Merlina (jednego z bohaterów legend arturiańskich). Po śmierci Loba trafiła do jednego z kasyn w Tangerze. Śmierć szefa kasyna w wyniku gangsterskich porachunków umożliwiła jej przejęcie władzy nad jego gangiem i przekształcenie go w międzynarodową organizację przestępczą o nazwie The Network.
W tym czasie poznała Willie Garvina, starszego o osiem lat byłego żołnierza Legii Cudzoziemskiej. Zainspirowana jego potencjałem, zaproponowała mu pracę. Szybko awansował i w krótkim czasie został jej prawą ręką i przyjacielem. Ich stosunki pozostały jednak ściśle platoniczne. Z obawy przed ich pogorszeniem nigdy nie zostali kochankami.
Kiedy stwierdziła, że zarobiła wystarczająco dużo pieniędzy, postanowiła wycofać się z interesu. Podzieliła The Network między szefów oddziałów regionalnych i przeniosła się do luksusowego penthouse w Wielkiej Brytanii. Jej śladem podążył Willie Garvin – niedaleko Londynu kupił pub o nazwie Treadmill.
Historia rozpoczyna się (odmiennie w pierwszej powieści niż w komiksie), gdy do znudzonej bezczynnością Modesty Blaise zgłasza się Sir Gerald Tarrant, wysoko postawiony urzędnik brytyjskich służb specjalnych i prosi o pomoc w rozpracowaniu tajemniczej organizacji o nazwie La Machine.

## Komiksy
W ciągu 40 lat (1963 – 2002) Peter O’Donnell napisał scenariusze do 99 komiksów, których bohaterem była Modesty Blaise. W przeciwieństwie do autora, kilkukrotnie zmieniali się graficy: Jim Holdaway (1963 – 1970), Enrique Badia Romero (1970 – 1978, 1986 – 2002), John M. Burns (1978 – 1979), Patrick Wright (1979 – 1980), Neville Colvin (1980 – 1986), Dick Giordano (1994).

## Powieści
Do napisania powieści zainspirowało Petera O’Donnella zamówienie na scenariusz filmowy. W sumie w ciągu kilkudziesięciu lat napisał jedenaście powieści i dwa zbiory opowiadań, których bohaterką była Modesty Blaise.
- Modesty Blaise (1965)
- Sabre-Tooth (1966)
- I, Lucifer (1967)
- A Taste for Death (1969)
- The Impossible Virgin (1971)
- Pieces of Modesty (1972) (6 opowiadań)
- The Silver Mistress (1973)
- Last Day in Limbo (1976)
- Dragon's Claw (1978)
- The Xanadu Talisman (1981)
- The Night of Morningstar (1982)
- Dead Man’s Handle (1985)
- Cobra Trap (1996) (5 opowiadań)

## Filmy
W 1966 Joseph Losey nakręcił komediowy thriller pod tytułem Modesty Blaise z Monicą Vitti jako Modesty, Terencem Stampem jako Williem Garvinen i Dirkiem Bogarde jako Gabrielem. Mimo że pierwszy szkic scenariusza pochodził od Petera O’Donnell, film znacznie odbiega od jego wizji (wyrażonej w pierwszej powieści).
W 2002 roku powstał film o nazwie My Name Is Modesty, z Aleksandrą Staden jako Modesty Blaise. Z uwagi na kwestie praw autorskich jego akcja koncentruje się na działaniach Modesty podczas funkcjonowania The Network.
W filmie Quentina Tarantino „Pulp Fiction” Vincent Vega na moment przed swoją śmiercią czyta Modesty Blaise.